# Динарське нагір'я
Динарське нагір'я, також відоме як Динарські Альпи (хорв. Dinarsko gorje, серб. Динарске планине, словен. Dinarsko gorstvo, італ. Alpi Dinariche) — нагір'я на північному заході Балканського півострова. Займає терени Словенії, Хорватії, Боснії і Герцеговини, Сербії, Чорногорії та Албанії.
Простягається на 650 км від Юлійських Альп на півночі до річки Дрина на півдні, ширина від 60 до 230 км. На сході обмежене Середньодунайською рівниною і долиною річки Ібар. Прибережна, найвища, частина уривається до Адріатичного моря. Найвищі гори Динарських Альп — гори Проклетіє (пік Ясерце, 2692 м), на кордоні східної Чорногорії та північної Албанії.
Динарські Альпи названо на честь гори Динара (1913 м), відомого піка в центрі гірського пасма на кордоні Хорватії з Боснією і Герцеговиною.

## Топоніми

### Гори
- Велика Капела
- Мала Капела
- Снєжнік
- Велебит
- Динара
- Чврсніца
- Дурмітор
- Проклетіє
- Романія
- Явір
- Златибор
- Трескавіца
- Камєшніца
- Яхоріна
- Іґман
- Чрна Гора
- Бієла гора
- Біоково
- Румия

### Річки
- Неретва
- Врбас
- Тара (Босна)
- Дрина
- Західна Морава

## Геологія

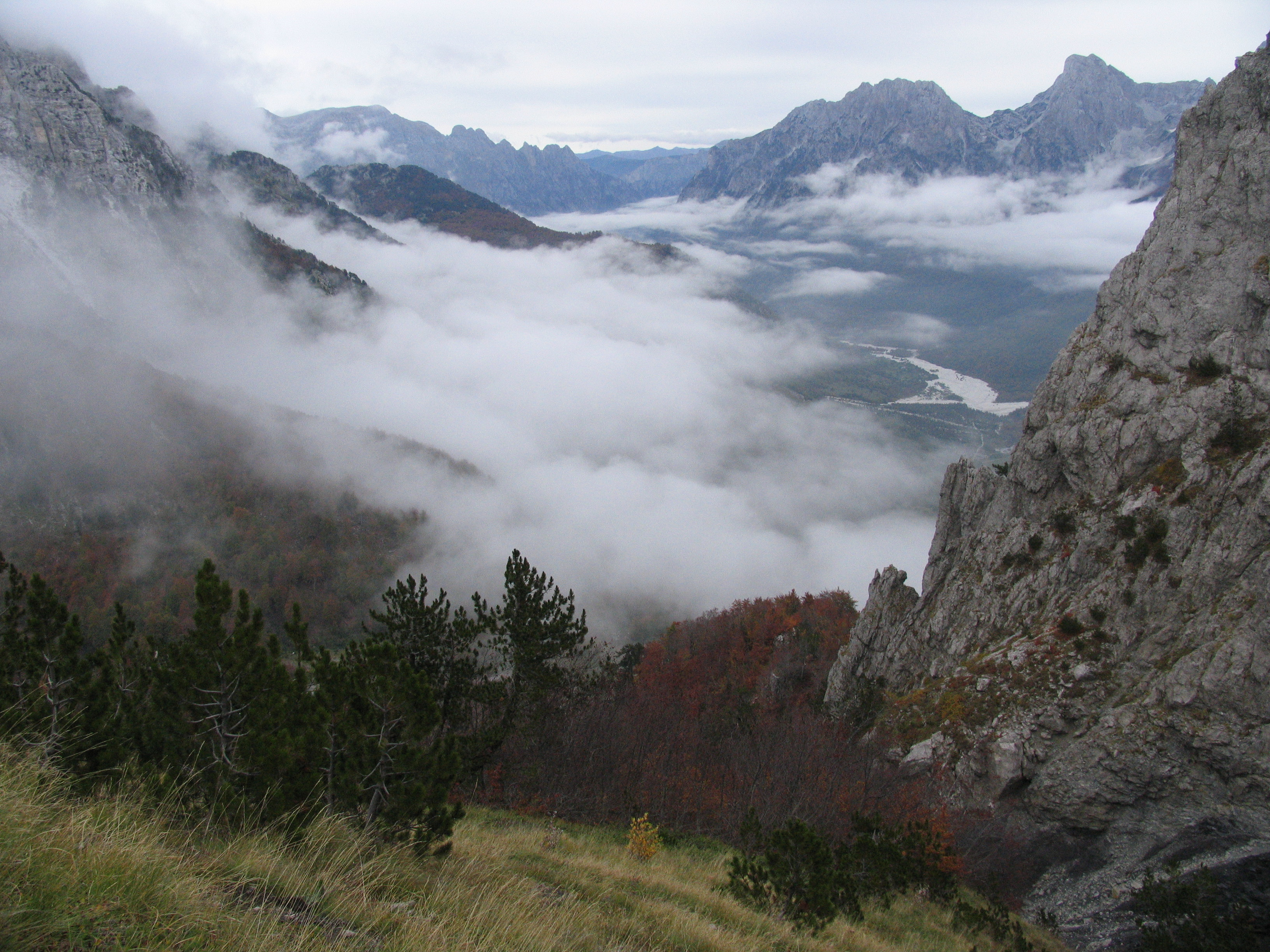
Динарські Альпи, Вальбонський перевал, Північна Албанія

Західна частина складена переважно мезозойськими вапняками, в яких широко представлені карстові форми рельєфу (полья, каррові поля, зникаючі річки). Вище 2000  м в горах є сліди стародавнього зледеніння.
Четвертинне зледеніння відносно мало завдало прямого геологічного впливу на Балканах. Постійних льодовиків не було, тільки найвищі вершини Дурмітор, Ор'єн та Прень мають льодовикові долини і морену до висоти 600 м і пасмо Проклетіє має свідчення великого зледеніння.
У східній частині поширені сланці та пісковики палеозою, вулканічні та метаморфічні породи.

## Клімат
Клімат в прибережних районах субтропічний середземноморський, в східних районах — перехідний від помірного континентального до середземноморського. Літо тепле (середні температури липня 15, 20°C), в горах зима холодна (температура до -18°C), зі снігопадами, в долинах і улоговинах — помірно холодна (середні температури січня -2, -4°C), в прибережних районах зима м'яка (середня температура січня від 2 до 8°C). Опади на півночі випадають головним чином восени і зимою (на приморських схилах 1000–3000 мм на рік)

## Ліси
У нижній частині приморських схилів зустрічаються чагарники та ліси з жорстколистними вічнозеленими видами, на верхній частині схилів і на вершинах переважають безлісі карстові пустки. На сході гори покриті дубовими, буковими та хвойними лісами.

## Корисні копалини
У західній частині нагір'я розробляються родовища бокситів і бурого вугілля, в східній — руд заліза, міді, олова, марганцю, сурми тощо.